# Nehemías 1
Nehemías 1 es el primer capítulo del Libro de Nehemías del Antiguo Testamento de la Biblia cristiana , o el capítulo 11 del libro de Esdras-Nehemías en la Biblia hebrea, que trata el libro de Esdras y el libro de Nehemías como un solo libro. La tradición judía afirma que Esdras es el autor de Esdras-Nehemías, así como del Libros de las Crónicas, pero los eruditos modernos generalmente aceptan que un compilador del siglo V a. C. (el llamado «Cronista») es el autor final de estos libros. Este capítulo describe la posición de Nehemías en la corte persa y su piedad.

## Texto
.

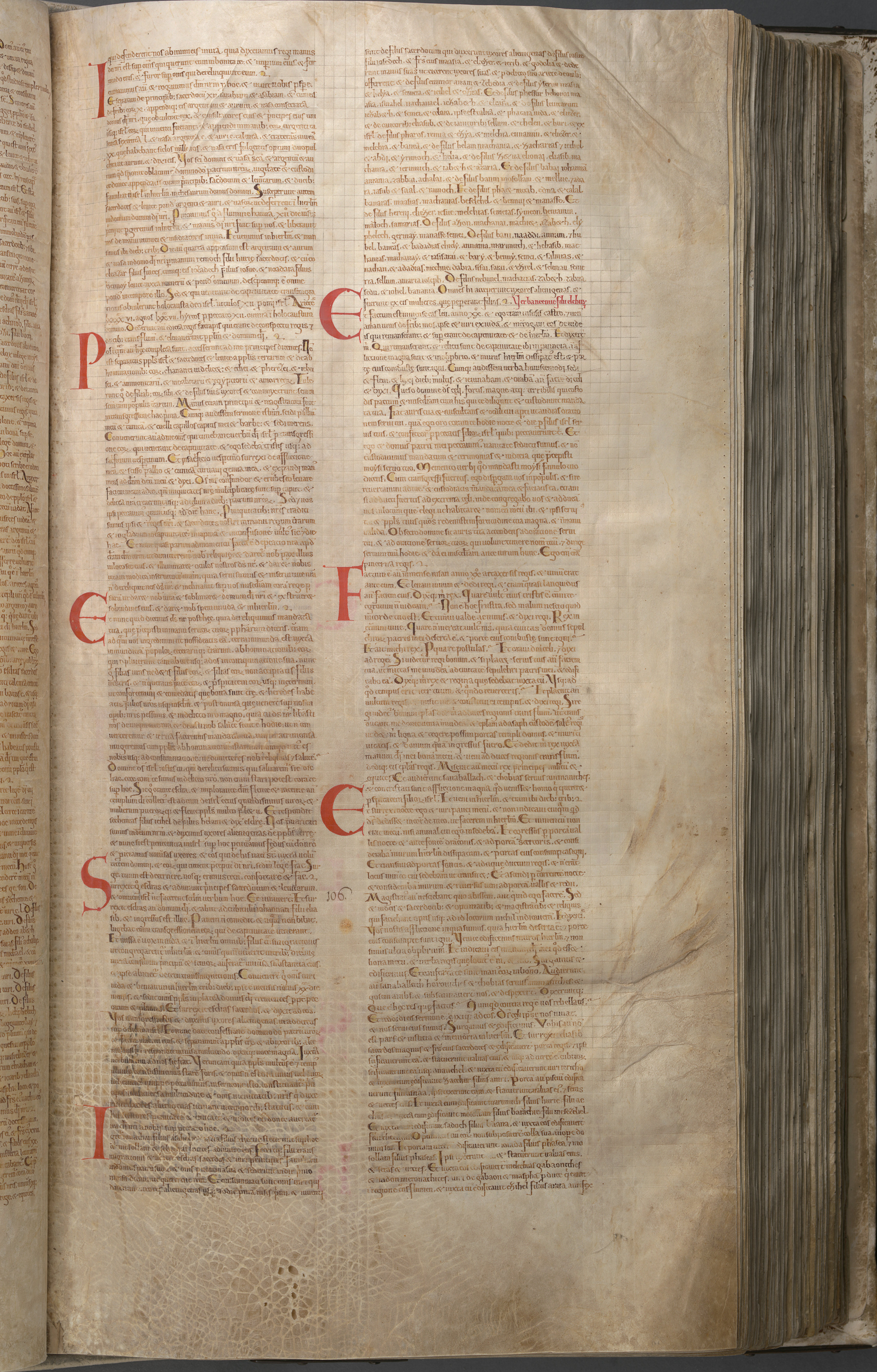
Una página que contiene el texto latino de Esdras 8:22-10:44 (final) y Nehemías 1:1-3:8 en el Codex Gigas (en español: Libro Gigante), el manuscrito medieval existente más grande del mundo (del)

Este capítulo se divide en 11 Versículos. El texto original de este capítulo está en lengua hebrea.

### Testigos textuales
Algunos de los primeros manuscritos que contienen el texto de este capítulo en Hebreo son del Texto Masorético, entre los que se incluye el Codex Leningradensis (1008). 
También existe una traducción al griego koiné conocida como Septuaginta, realizada en los últimos siglos a. C.. Los manuscritos antiguos existentes de la versión Septuaginta incluyen el Codex Vaticanus (B; {\displaystyle {\mathfrak {G}}}B; siglo IV), el Codex Sinaiticus (S; BHK: {\displaystyle {\mathfrak {G}}}S; siglo IV), y Codex Alexandrinus (A; {\displaystyle {\mathfrak {G}}}A; siglo V).

## El informe (1:1-3)

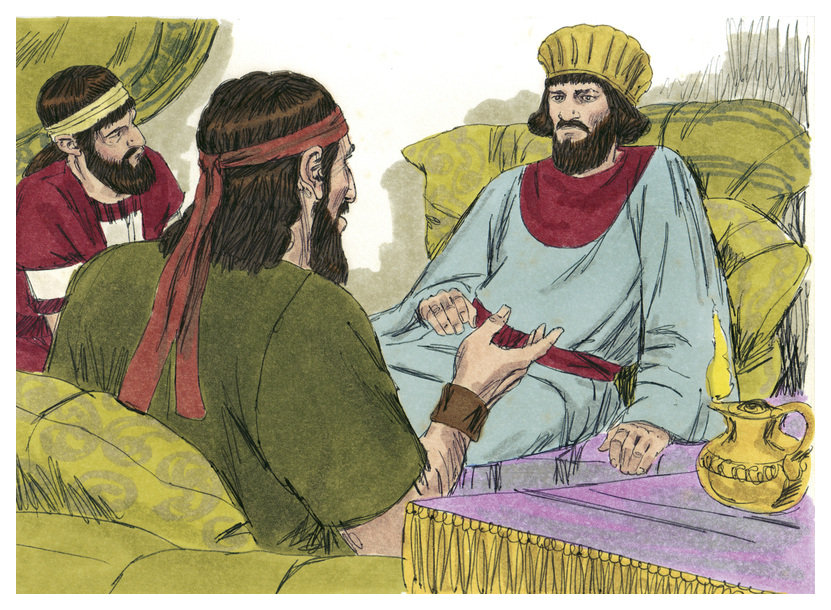
Nehemías recibiendo informes sobre Jerusalén. Ilustración del Libro de Nehemías Capítulo 1. Ilustraciones bíblicas de Jim Padgett

Esta parte abre las memorias (capítulo 1-Nehemías 8) de Nehemías hijo de Hacalías, que trabaja en Persia como funcionario de la corte pero se preocupa por el bienestar de los compañeros judíos que viven en Jerusalén en ese momento. Los primeros versículos de este capítulo indican el enfoque de todo el libro de Nehemías, empezando por la introducción del problema, es decir, el «triste estado de Jerusalén», seguido por las soluciones de este problema en los capítulos siguientes y los efectos sobre la comunidad en general.

### Versículo 1
Palabras de Nehemías, hijo de Hacalías.
Y aconteció en el mes de Cislevú, en el año veinte, estando yo en Susa, el palacio,'
- «Chisleu (Kislev)»: Mientras Esdras utiliza meses numerados (la nomenclatura de la Torá), Nehemías utiliza «nombres calendáricos babilónicos».[10]
- «El año veinte»: para el reinado de Artajerjes I corresponde al 445 a. C., trece años después de la llegada de Esdras a Jerusalén.[13]
- «Susa» o «Susa»[14]
- «Palacio» (RVA: «ciudadela»): o «palacio fortificado», también en otras partes del libro.[15]

### Versículo 2
Que vino Hanani, uno de mis hermanos, él y ciertos hombres de Judá; y les pregunté acerca de los judíos que habían escapado, que habían quedado del cautiverio, y acerca de Jerusalén.
- «Hermanos»: o «hermanos», puede tomarse en sentido figurado, pero Williamson,[17] señalando Nehemiah 7:2, sugiere tomarlo literalmente.[10]

### Versículo 3
Y me dijeron: «Los supervivientes que han quedado del cautiverio en la provincia están allí en gran angustia y oprobio. También el muro de Jerusalén está derruido, y sus puertas están quemadas a fuego."“”
Las noticias del estado de Jerusalén preocuparon a Nehemías en parte por la «vergüenza» (reproche; herpa) de esta circunstancia («por las burlas de los extranjeros», Psalm 69:20, 21; Psalm 71:13; Psalm 89:51; Psalm 119: 22; Isaiah 51:7; RVR; Lamentations 3:61; RVR), sino quizá porque le sorprende que 'los muros sigan derribados, incluso después de que el templo haya sido reconstruido'. 

## Nehemías ora (1:4-11)
Nehemías era un apasionado de la gloria de Dios, por lo que, incluso impulsado por la empatía, antes de formular cualquier plan, su primera respuesta fue orar a Dios. Ocho veces en su oración, Nehemías utiliza el término siervo para referirse a sí mismo, al pueblo judío o a Moisés, también para comenzar y cerrar su oración, mostrando su 'sumisión reverencial' a Dios. La confesión y petición de Nehemías refleja toda la ley deuteronómica, ya que su redacción sigue una versión condensada de Deuteronomy 30 sobre las maldiciones y bendiciones de Dios, confiando en la promesa de Dios de reunir a su pueblo cuando regrese a Dios. Esta oración consta de cinco partes:
- (1) el discurso de apertura, Nehemías 1:5
- (2) el acercamiento humilde, Nehemiah 1:6a
- (3) la confesión de los pecados, Nehemiah 1:6b, Nehemiah 1:7
- (4) la apelación a la Promesa Divina, Nehemiah 1:8-10.
- (5) la súplica final para (a) el pueblo, y (b) Nehemías como su representante en la corte real, Nehemías 1:11.[21]

Hay similitudes con la oración de Esdras. En particular, tiene un gran parecido con la oración de Daniel (Daniel 9:4-19), como por ejemplo: las palabras iniciales en Nehemiah 1:5 son casi palabra por palabra las mismas que en Daniel 9:4, con las únicas variaciones de 'Adonai' por 'YHWH' y el título adicional 'Dios del cielo'. 

### Versículo 5
'y dijo:
«Te suplico, Señor Dios del cielo, Dios grande y temible, que guardas el pacto y la misericordia para con los que le aman y guardan sus mandamientos.»
- «Guardar»: del verbo hebreo שָׁמַר (shamar, «observar; guardar») se usa a menudo como un modismo que significa «obedecer» los mandamientos de Dios (por ejemplo,Exodus 20:6; Deuteronomy 5:16; Deuteronomy 23:24; Deuteronomy 29:8; Judges 2:22; 1 Kings 2:43; 1 Kings 11:11; Psalm 119:8, Psalm 119:17, Psalm 119:34; Jeremiah 35:18; Ezekiel 17:14; Amos 2:4).[24][25]

### Versículo 11
"Oh Señor, te imploro, que Tu oído esté atento a la oración de Tu siervo, y a la oración de Tus siervos que se deleitan en reverenciar Tu nombre. Y permite que Tu siervo prospere hoy, y concédele misericordia ante los ojos de este hombre."“”
Porque yo era copero del rey. 
- «Copero» (cf. Genesis 40:1; Genesis 41:9): muchos eruditos consideran que significa «el que probó el vino como veneno» (Jenofonte. Cyropaedia. 1.3.). 9), pero en la LXX (oinochoos en Alexandrinus y otros) provoca el surgimiento de una variante que sugiere que Nehemías era un «eunuco» (eunouchos) que sólo se encuentra en el Vaticanus, Sinaiticus, y Venetus, pero rechazado por la mayoría de los eruditos. [10] Sin embargo, los argumentos en contra de la mutilación física de Nehemías (como «eunuco») «tienden a estar motivados por el mito de la beneficencia persa» Isaiah 56:4-5, y no deben descartarse a la ligera, ya que los estudios sociológicos indican una posibilidad en la tradición de Nehemías como eunuco.[10]

## Lecturas complementarias
- Blenkinsopp, Joseph, "Ezra-Nehemiah: A Commentary" (Eerdmans, 1988)
- Blenkinsopp, Joseph, "Judaism, the first phase" (Eerdmans, 2009)
- Coggins, R.J., "The Books of Ezra and Nehemiah" (Cambridge University Press, 1976)
- Ecker, Ronald L., "Ezra and Nehemiah", Ecker's Biblical Web Pages, 2007.
- Grabbe, L.L., "Ezra-Nehemiah" (Routledge, 1998)
- Grabbe, L.L., "A history of the Jews and Judaism in the Second Temple Period, Volume 1" (T&T Clark, 2004)
- Throntveit, Mark A. (1992) "Ezra-Nehemiah". John Knox Press